# Alfred Finot
Alfred Finot, né à Nancy le 14 octobre 1876 et mort à Froville le 11 janvier 1947, est un sculpteur français de l'École de Nancy.

## Biographie
Entre 1889 et 1894, Alfred Finot suit un enseignement artistique à l'École des beaux-arts de Nancy. Il est formé à la sculpture par Ernest Bussière. Dès 1895, il entre dans l'atelier du sculpteur Louis-Ernest Barrias à l'École des beaux-arts de Paris.
Il expose en 1897 au Salon des artistes français et, en 1904, à l'exposition des arts décoratifs de Nancy, l'œuvre La jeunesse passe.
Dès sa fondation en 1901, il devient membre du comité directeur de l’École de Nancy.

## Œuvres
Fin portraitiste, Alfred Finot réalise de nombreux bustes de personnalités locales. Il est l'auteur de plusieurs compositions monumentales comme l'Art et l'Industrie et le Travail et la Science, commandées par Eugène Corbin pour les Magasins réunis de Nancy, détruits par un bombardement en 1916.
- Monument à Charles Sellier (1901-1903), Nancy, parc de la Pépinière.
- Tombes des familles Adam (1900), Corbin (1901), Schertzer (1910), Gillet-Lafond (1925) , Henri Blahay (1941), Nancy, cimetière de Préville[3].
- Médaillons et fronton du siège de la Brasserie de Champigneulles à Nancy (1913)[4], détruit en 2009[5].
- Le Poilu du Monument aux Morts de Vittel.
- Monument à Victor Lemoine (1926), Nancy, parc Sainte-Marie.

Quelques œuvres de Finot ont été éditées en pâte de verre pour la Maison Daum par Almaric Walter. D'autres ont été produites en céramique, en particulier par les frères Mougin.

Œuvres d'Alfred Finot
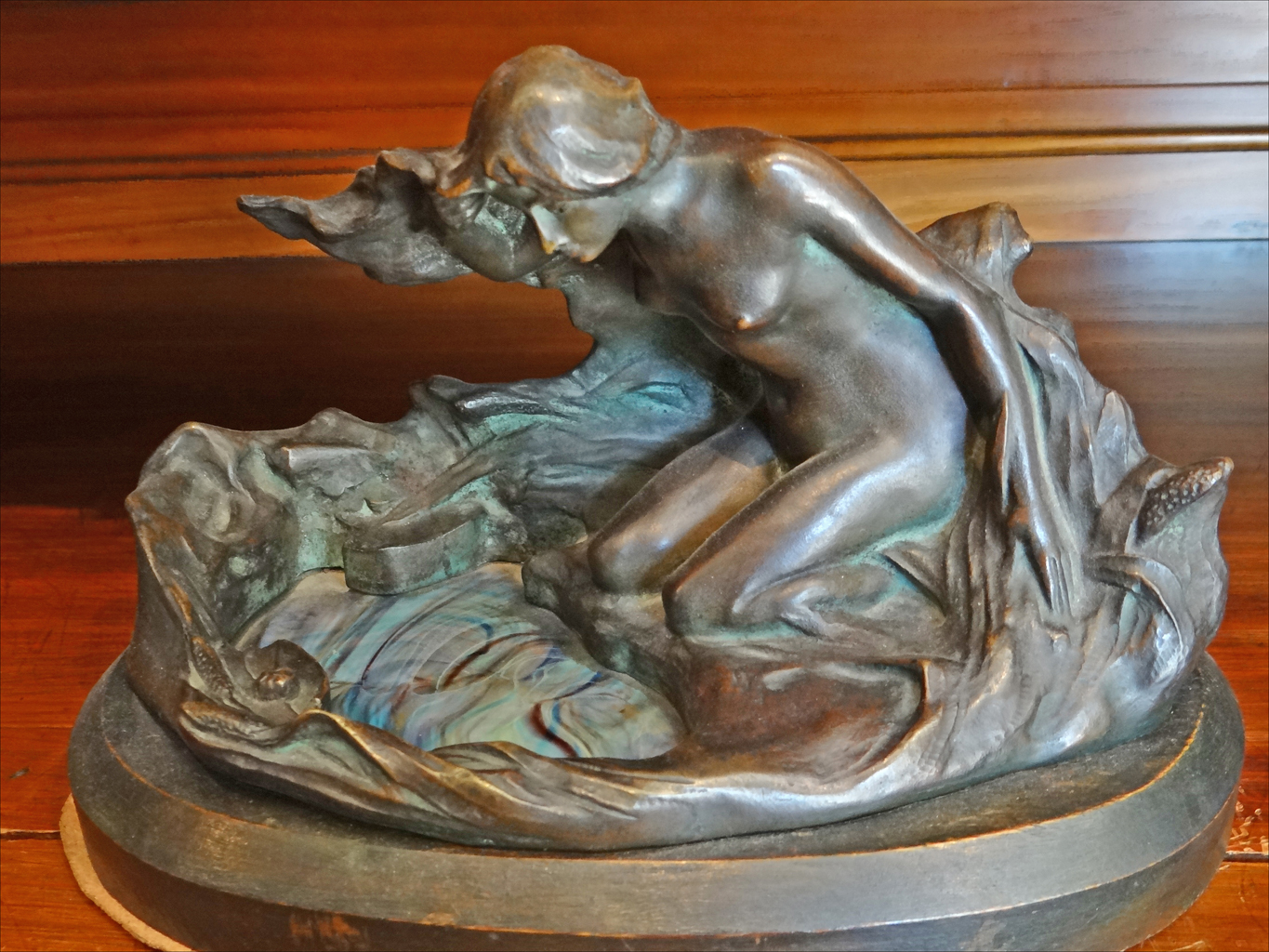
Nymphe se mirant (1900), Nancy, musée de l'école de Nancy.
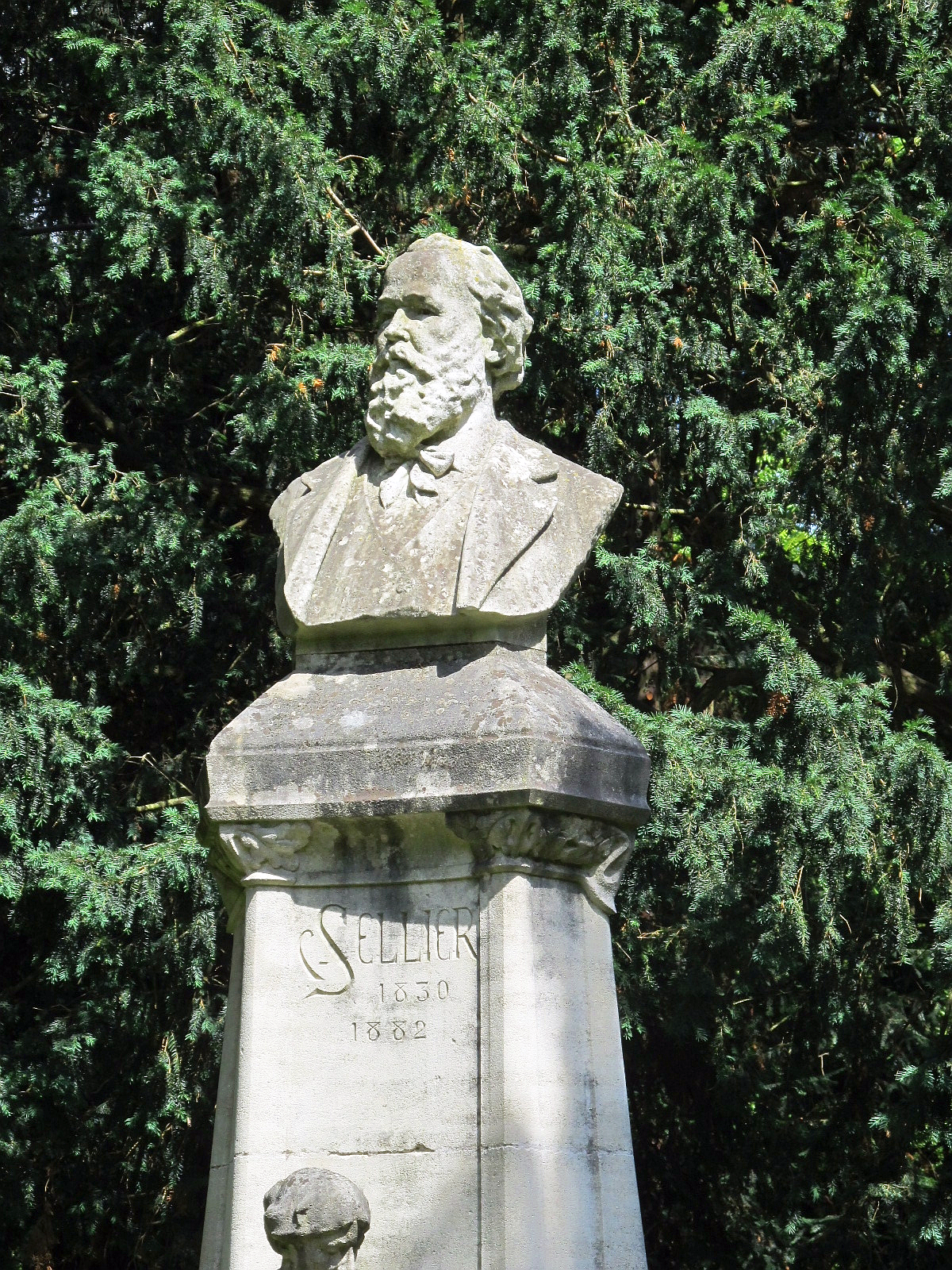
Détail du Monument à Charles Sellier (1901-1903), Nancy, parc de la Pépinière.
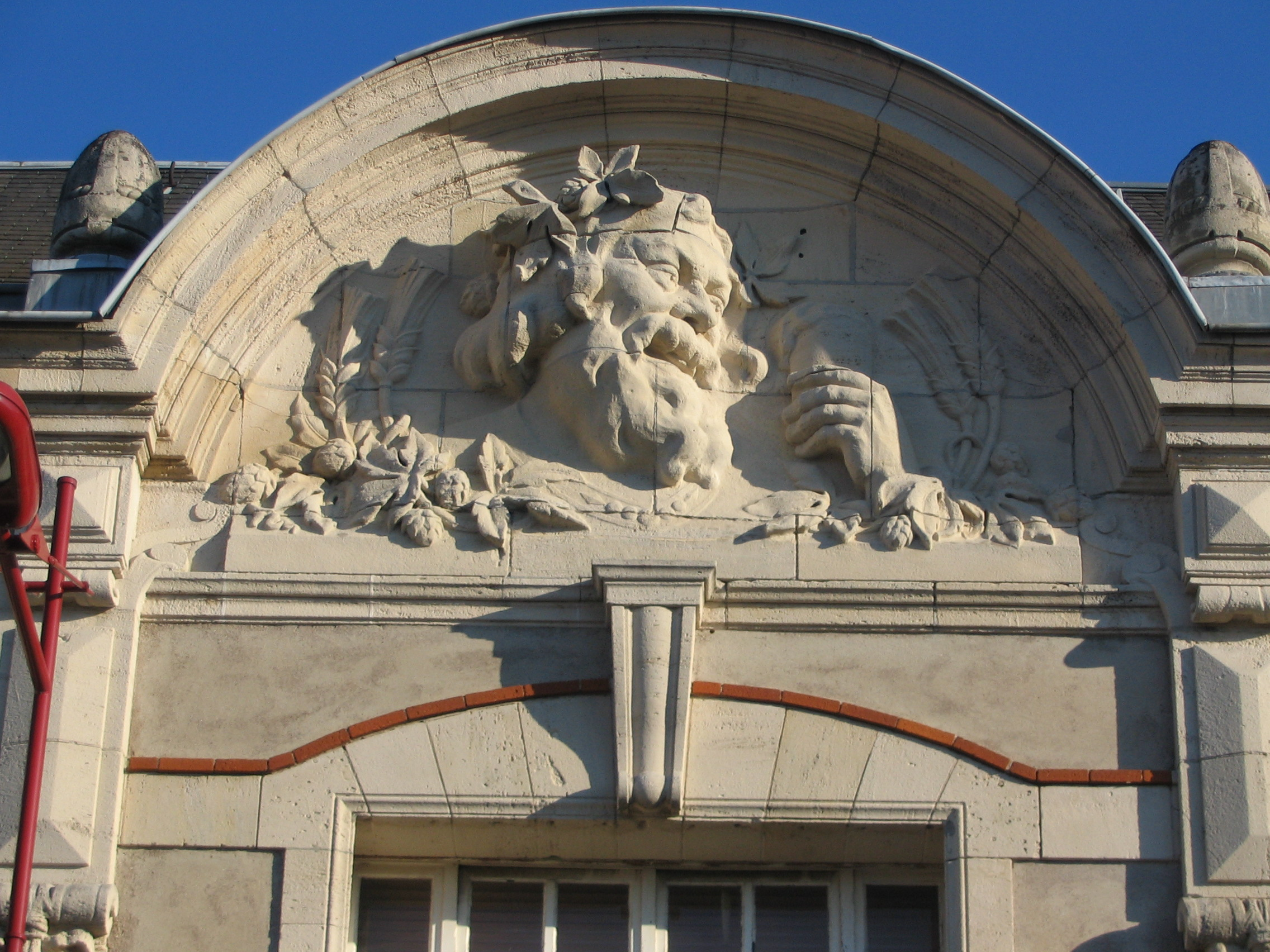
Gambrinus (1913), bas-relief sur le fronton du bâtiment administratif de la Brasserie de Champigneulles à Nancy (détruit en 2009).
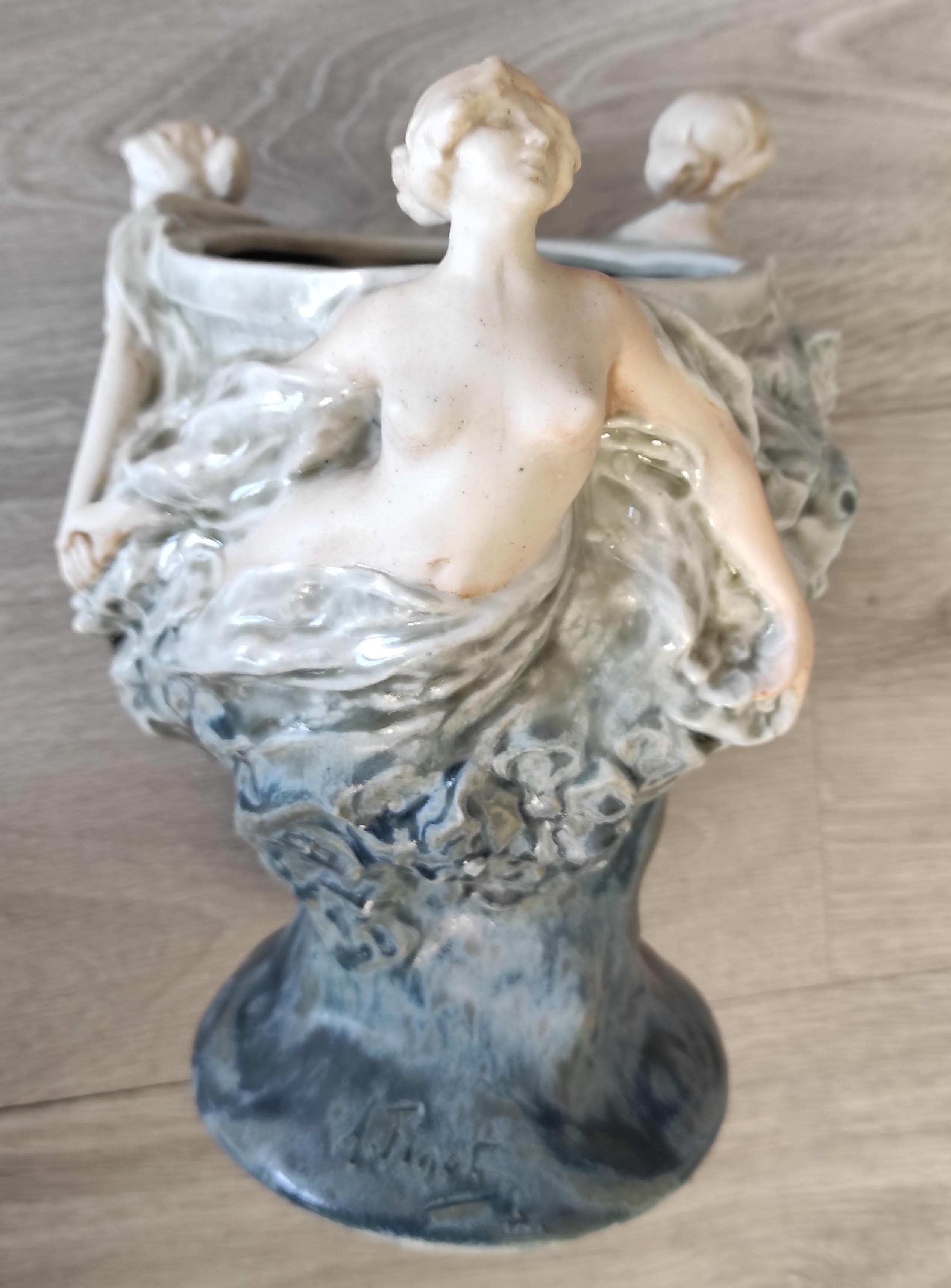
Vase sculpté par Alfred Finot et moulé par la faïencerie Mougin.